# Гракх Бабеф
Гракх Бабе́ф (фр. Gracchus Babeuf; псевдонім Ноеля Франсуа; *23 листопада 1760 — †27 травня 1797) — керівник руху «рівних» у Франції, один з попередників наукового комунізму.

## Загальна інформація
Народився у бідній, багатодітній сім'ї колишнього солдата, який став службовцем. З дитинства зазнав тяжкої виснажливої фізичної праці на будівництві Пікардійського каналу, потім отримав місце переписувача та учня у нотаріуса. У 21 рік (1781) отримав самостійну практику февдиста-архівіста (юриста, спеціаліста з сеньйоріального права), розробив нову систему складання сеньйоріальних описів. У 1782 році одружився з служницею Марі-Анн Лангле (1757 — після 1840) і переїхав у Руа, де прожив до 1792 року.
Бабеф був активним учасником Великої французької революції. В друкованих органах «Захисник свободи преси» і «Народний трибун» Бабефа різко критикував реакційний уряд, що став при владі після перевороту 9 термідора.
Після виходу з тюрми, куди його кинули 1795, Бабеф, разом з Філіппо Буонарроті і Дарте, 1796 створив «Товариство рівних», яке прагнуло шляхом повстання скинути Директорію і встановити новий суспільний лад. Змова була розкрита, Бабеф і Дарте — гільйотиновані.

## Погляди
Бабеф і його соратники (бабувісти), додержуючись ідей утопічного соціалізму, мали на меті продовжити революцію, поки вона не набере «плебейського» характеру і не принесе «рівність, свободу і щастя для всіх», тобто були прихильниками соціальної революції в інтересах трудящих і створення своєрідного комуністичного суспільства.
Програма Бабефа мала риси загального аскетизму і дрібнобуржуазної зрівняльності. Бабувісти мали нечітке уявлення про класи та класову боротьбу і збиралися захопити владу силою вузької змовницької організації. Карл Маркс і Фрідріх Енгельс високо оцінювали діяльність Бабефа, а його твори відносили до тієї літератури, яка відображала вимоги пролетаріату.

## Твори
1. Correspondance de Babeuf avec l'Academie d'Arras (1785—1788). — P. 1961.
2. Pages choisies de Babeuf recueillies… par. М. Dommanget. — P. 1935.